# Asiophantes
Asiophantes là một chi nhện trong họ Linyphiidae.